# George Sykes
George Sykes (9. oktober 1822 – 8. februar 1880) var en karriereofficer i den amerikanske hær og general for Unionen i den amerikanske borgerkrig.

## Tidlige år
Sykes blev født i Dover i Delaware. Han fik eksamen fra West-Point i 1842 som nr. 39 af en årgang på 56, og blev udnævnt til midlertidig sekondløjtnant i 3. infanteriregiment. Han gjorde tjeneste i den Mexicansk-amerikanske krig og Seminolekrigene og blev midlertidigt forfremmet til kaptajn for indsatsen i slaget ved Cerro Gordo i Mexico.

## Borgerkrigen
Ved borgerkrigens udbrud var Sykes major i 14. infanteriregiment. I det Første slag ved Bull Run, kommanderede han Infantry Bataljon fra den regulære hær, en samling af otte kompagnier fra forskellige regimenter.
Han fortsatte sin tilknytning til den regulære hær i de tidligere forsvarsstillinger omkring Washington, D.C., og dernæst som divisionschef i Peninsula kampagnen, 2. Division i V Corps. Hans mænd, som ofte omtalte sig selv om "Sykes's Regulars," udmærkede sig ved at forsvare deres stilling i Slaget ved Gaines' Mill under Syv dages slaget, indtil Unionens linje brød sammen et andet sted.
Sykes fortsatte som divisionschef ved Andet slag ved Bull Run, Slaget ved Antietam (i reserve) og slaget ved Fredericksburg. I Slaget ved Chancellorsville førte hans regulære tropper an i begyndelsen af slaget. Da de stødte mod hård modstand fra Sydstatshæren trak hærens øverstkommanderende, generalmajor Joseph Hooker nervøst Sykes tropper tilbage til en defensiv position, og de kom ikke til indsats igen i kampagnen. Sykes blev forfremmet til generalmajor efter slaget ved Antietam den 29. november 1862. Ingen af disse slaget viste nogen aggressiv eller enestående offensive evner fra hans side. Han var kendt blandt sine kolleger under øgenavnene "Tardy George" and "Slow Trot" Sykes.
Da korpschefen generalmajor George G. Meade blev forfremmet til at lede Army of the Potomac den 28. juni 1863, overtog Sykes kommandoen over V Corps.
I Slaget ved Gettysburg kæmpede Sykes korps til støtte for det trængte III korps på Unionens venstre flanke. I hans 1. division (Brigadegeneral James Barnes), blev det sagnagtige forsvar af Little Round Top ledet af brigadechefen oberst Strong Vincent og det 20. Maine Infanteri under oberst Joshua Lawrence Chamberlain. Hans 3. division, "Pennsylvania Reservisterne" under ledelse af brigadegeneral Samuel W. Crawford, angreb fra Little Round Top og drev Sydstatshæren tværs over "Valley of Death" og afsluttede den dødbringende kamp i Hvedemarken. Der er imidlertid meget lidt i de historiske annaler, som peger på at Sykes selv gjorde en indsats.
I Mine Run kampagnen i efteråret 1863, klagede Meade over Sykes's glansløse indsats. Meade og den øverstkommanderende general Ulysses S. Grant var enige om, at Sykes ikke var et godt valg til den kommende Overland-kampagne i maj 1864, så da Army of the Potomac blev reorganiseret dette forår mistede Sykes kommandoen over sit korps og blev sendt til begivenhedsløs tjeneste i Militærområdet Kansas. Under Price's Raid i 1864 blev han erstattet af James G. Blunt.

## Efter krigen
Efter krigen, i 1866, kom Sykes tilbage til den regulære hær som oberstløjtnant. Han gjorde tjeneste i 5. infanteriregiment og den 12. januar 1868 blev han oberst i det 20. infanteriregiment. Han havde kommandoen over en række poster fra Minnesota til Texas indtil sin død i Fort Brown i Texas. Han blev begravet på kirkegården ved West Point, New York.

## Notes
1. 1 2  Tagg, p. 82.